# Капский пескорой

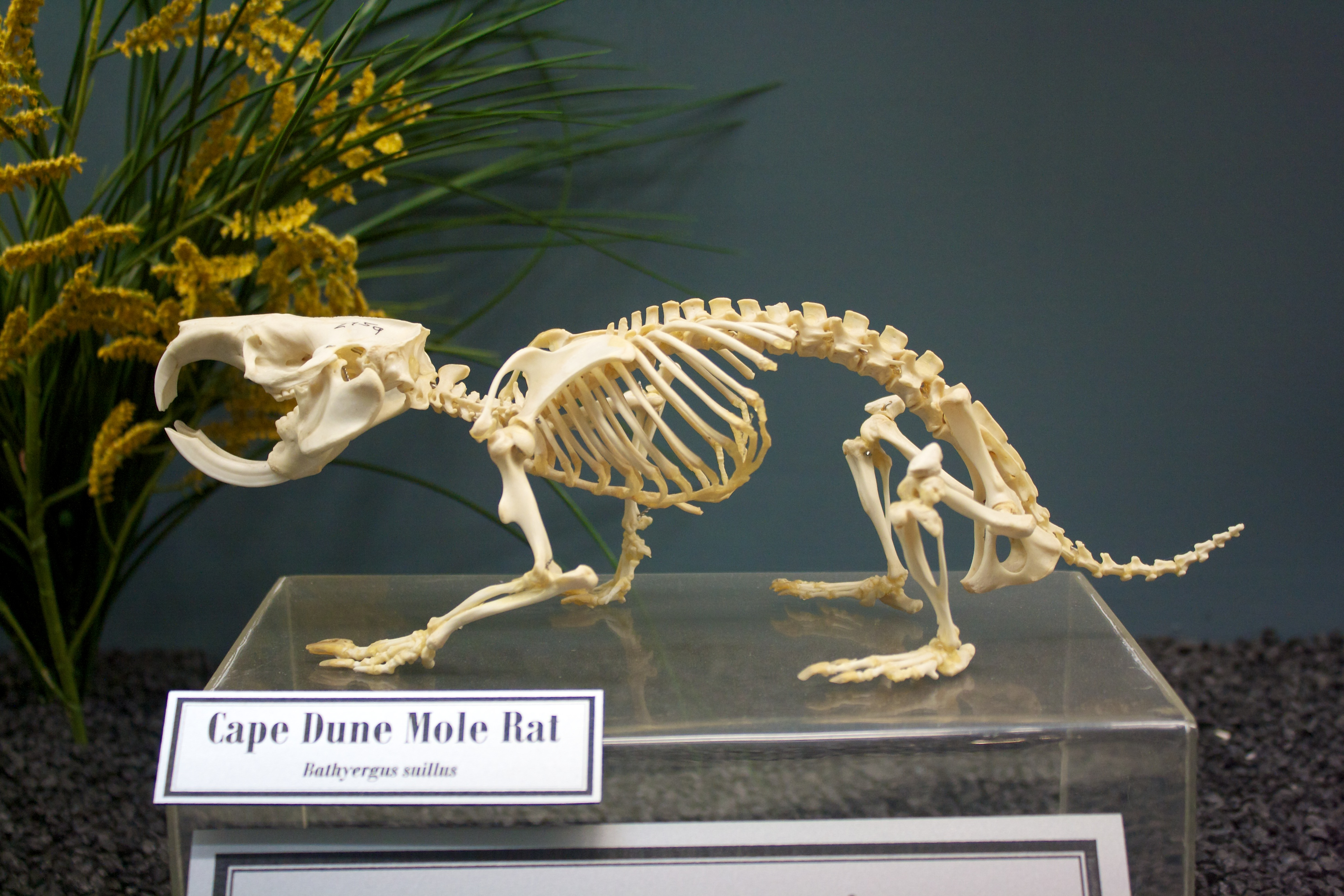
Скелет капского пескороя

Капский пескорой (лат. Bathyergus suillus) — травоядное млекопитающее из семейства землекоповых.

## Описание
Длина тела составляет 32 см, длина хвоста — 5 см, вес — 550—750 г. Мех мягкий, хвост короткий, голова большая, круглая, хорошо развиты резцы, глаза и уши крошечные. Окрас меха от коричневого до светлого жёлто-коричневого с вкраплениями серого сверху, низ серый, подбородок и мордочка белые.

## Распространение
Обитает в Западно-Капской и Северо-Капской провинции ЮАР. Живёт на высоте ниже 300 м над уровнем моря. Вид связан с рыхлыми прибрежными песками, супесью вдоль побережий и аллювийными песками по берегам рек. Хорошо адаптируется к изменённым человеком ландшафтам.

## Питание
Питание состоит в основном из травы, а также луковиц и клубней растений рода Albuca и Homeria.

## Размножение
Период размножения приходится на сезон дождей с апреля по ноябрь. Беременность длится приблизительно в течение двух месяцев. В приплоде от одного до шести слепых детёнышей весом от 27 до 52 г. Они открывают глаза на седьмой дней, начинают принимать твёрдую пищу в возрасте двенадцать дней и полностью отлучаются от молока к концу своего первого месяца. Продолжительность жизни составляет более шести лет.

## Значение
Считается вредителем на полях для гольфа, газонах для игры в кегли, теннисных кортах и в районах выращивания пшеницы. Мясо этого вида считается деликатесом.